# ZAKSA 2021-2022
Questa voce raccoglie le informazioni riguardanti lo ZAKSA nelle competizioni ufficiali della stagione 2021-2022.

## Organigramma societario
Area direttiva
- Presidente: Piotr Szpaczek

Area tecnica
- Allenatore: Gheorghe Crețu
- Allenatore in seconda: Michał Chadała
- Assistente allenatore: Adam Swaczyna

Area comunicazione
- Media: Edyta Bańka

Area marketing
- Responsabile marketing: Karolina Hebda, Edyta Bańka

## Rosa
| N° | Nome              | Ruolo | Data di nascita  | Nazionalità sportiva |
| -- | ----------------- | ----- | ---------------- | -------------------- |
| 2  | Łukasz Kaczmarek  | O     | 29 giugno 1994   | Polonia              |
| 3  | Markus Kosian     | C     | 10 giugno 2000   | Polonia              |
| 4  | Krzysztof Rejno   | C     | 22 febbraio 1993 | Polonia              |
| 5  | Marcin Janusz     | P     | 31 luglio 1994   | Polonia              |
| 8  | Adrian Staszewski | S     | 31 maggio 1990   | Polonia              |
| 9  | Bartłomiej Kluth  | O     | 20 dicembre 1992 | Polonia              |
| 11 | Aleksander Śliwka | S     | 24 maggio 1995   | Polonia              |
| 13 | Kamil Semeniuk    | S     | 16 luglio 1996   | Polonia              |
| 15 | David Smith       | C     | 15 maggio 1985   | Stati Uniti          |
| 16 | Tomasz Kalembka   | C     | 30 giugno 1991   | Polonia              |
| 18 | Michał Kozłowski  | P     | 16 febbraio 1985 | Polonia              |
| 21 | Wojciech Żaliński | S     | 8 gennaio 1988   | Polonia              |
| 22 | Erik Shoji        | L     | 24 agosto 1989   | Stati Uniti          |
| 71 | Korneliusz Banach | L     | 25 gennaio 1994  | Polonia              |
| 99 | Norbert Huber     | C     | 14 agosto 1998   | Polonia              |